# Georg Paul Heyduck
Georg Paul Heyduck (ur. 1898 w Gliwicach, zm. 1962 w Kassel) – niemiecki malarz.

## Życiorys
Od 1913 roku studiował na Akademii Sztuk Pięknych we Wrocławiu, następnie dokształcał się także w Düsseldorfie i Monachium, a zakończył naukę w 1924 roku. Jego pierwszą pracą była posada nauczyciela w szkole plastycznej we Wrocławiu. Malował w wolnych chwilach, brał także udział w wystawach, m.in. w Berlinie i Wiedniu. Malował głównie portrety i malowidła ścienne.
W 1944 roku przyjaciel malarza, wrocławski księgarz Alfred Gase, wykonał kolorowe fotografie wszystkich prac Heyducka, które znajdowały się w jego pracowni. W lutym 1945 roku malarz wyjechał do Bawarii w związku ze zbliżaniem się frontu, a budynek z pracownią został zniszczony w trakcie oblężenia miasta. Ocalały jedynie zdjęcia prac, które zostały wywiezione przez Gasego w kwietniu lub maju do Niemiec. W 1946 roku Heyduck został nauczycielem w Państwowej Szkole Rzemiosła w Kassel, w tym też mieście zmarł w 1962 roku.